# Rock Alternative Music Prize
Rock Alternative Music Prize (RAMP — Роковая альтернативная музыкальная премия) (до 2007 года называлась Russian Alternative Music Prize) — ежегодная музыкальная премия в области рок-музыки, вручаемая телеканалом A-One. Премия вручается по итогам зрительского голосования. Премия просуществовала с 2005 по 2009 годы. С 2010 года премия не присуждается.

## История
Идея роковой альтернативной музыкальной премии (Rock Alternative Music Prize (ранее Russian Alternative Music Prize) — RAMP) родилась в конце декабря 2004 года у Ильи Углавы, директора группы «Слот» и Владимира Крылова, гитариста и промоутера (в 2004 году участник numetal группы 0.5). Идея RAMP стала эволюцией первой московской премии в области альтернативной музыки M.A.M.A (Moscow Alternative Music Awards), которую основал и провел 22 марта 2004 года Владимир Крылов . В январе — феврале 2005 года был написан первый вариант сценария мероприятия, впоследствии реализованный в сентябре 2005 году в Лужниках.
В начале январе 2005 года проект был представлен генеральному продюсеру телеканала NeoTV Виктору Логачёву, после чего было принято решение делать RAMP в качестве спецпроекта телеканала NeoTV. Работа над организацией первой RAMP (изначально Russian Alternative Music Prize) началась в январе 2005 года. Был открыт официальный сайт премии, началось SMS-голосование за номинантов, которых выбирала аудитория сайта. Первая церемония награждения должна была пройти весной 2005 года в московском СДК МАИ при участии западного хедлайнера и российских альтернативных команд. Но закрытие телеканала NeoTV не позволили этому случиться. Голосование было приостановлено, и продюсеры проекта Илья Углава и Андрей Миличенко были вынуждены искать иные способы осуществления проекта.
В январе 2005 года при участии Александра Анатольевича (VJ MTV Россия) проект премии был предложен руководству телеканала MTV Россия. В силу загруженности телеканала различными проектами, а также явным «неформатом» мероприятия, на MTV Россия отказались от проведения RAMP. Однако, весной 2005 года бывшей команде телеканала NeoTV в лице Виктора Логачёва, Дмитрия Махова, Владимира Динова и Андрея Голикова, удалось-таки запустить новый проект — первый альтернативный музыкальный телеканал A-One, на базе которого было принято решение ежегодно проводить RAMP.
Идея дизайна символа премии RAMP — статуэтки в виде «вырванного» позолоченного динамика принадлежит экс-вокалистке группы «Слот» Ульяне Елиной. Обладателями статуэтки уже стали многие российские и западные музыканты.
Автором официального гимна открытия церемонии RAMP (RAMP theme) является Владимир Крылов , композиция была записана в сентябре 2005 года вместе с барабанщиком Михаилом Галутвой на студии Гигант рекордз и вошла в оформление официального DVD церемонии RAMP 2005 года.
Голосование за номинантов RAMP осуществляется исключительно публикой, кроме некоторых специфических номинаций — например «Концерт года», где лучших выбирает авторитетное жюри, при этом уделяется большое внимание соблюдению установленных правил голосования, что даёт право назвать премию по-настоящему честной и справедливой.
Первая церемония награждения состоялась в сентябре 2005-го при участии ведущих российских альтернативных команд. Хедлайнером мероприятия стала известная нью-метал-группа KoЯn. 
После первой церемонии RAMP в московском клубе Точка состоялась официальная afterparty с участием таких групп как Психея, ##### (Пять Диезов), Спаторна, 0.5, 7000$, Hostile Breed, Jane Air
Судьба отдельных фигурантов первой церемонии RAMP:
- Илья Углава (автор идеи, продюсер RAMP 2005) — в 2006 году покинул телеканал A-One. В настоящее время проживает в Чехии, директор букинг-агентства EMOTIVE talent booking (www.emotivebooking.com);
- Владимир Крылов  (автор идеи, композитор гимна RAMP, организатор RAMP afterparty) — в 2005 году работал A&R-менеджером на телеканале NeoTV, после закрытия принимал частичное участие в организации первой церемонии RAMP, провел RAMP afterparty. В 2008 году основал одну из первых в России math metal/djent групп Reign The Absolute. В настоящее время является успешным сессионным гитаристом и саунд-продюсером. Работал и записывался с такими артистами как 25/17, Дима Билан, Ёлка, Dino MC, Андрей Звонкий, Влад Топалов, Павел Воля, Бурито, Макsим. Официальный сайт артиста www.vladimirkrylov.com;
- Виктор Логачев (продюсер премии) — в 2007 году был смещен с должности продюсера A-One, в настоящее время работает в концертном агентстве Татьяны Дальской;
- Андрей Миличенко (продюсер премии) — в 2006 году покинул телеканал A-One, в настоящее время активно занимается продвижением молодых исполнителей;
- Александр Анатольевич (ведущий первой церемонии) — продолжает быть VJ MTV-Россия;
- Владимир Динов (директор премии и директор канала A-One) — погиб в 2006 году;
- Дмитрий Махов и Андрей Голиков — продолжали работу на телеканале, с 2007 года проведением RAMP не занимаются. Дмитрий Махов умер в декабре 2015 года. Андрей Голиков является основателям Goland Agency — концертного агентства проводившего такие мероприятия как Utres Group Extreme Nation 08, Girls Extreme Fest, презентация альбома Noize MC, презентация художественного фильма Нирвана. В 2008 году с Goland Agency так же сотрудничал Владимир Крылов;
- Ульяна Елина (автор дизайна статуэтки) — В период 2003—2006 годов была вокалисткой группы Слот, проживает в Чехии, поет в кавер-группе Aurora party band. Была замужем за Ильей Углавой, у пары есть сын Никас. На данный момент разведены;
- Григорий Скоморовский (режиссёр первой церемонии) — после проведения церемонии был назначен главным режиссёром телеканала A-One, в 2006 году ушёл по собственному желанию, сейчас продолжает работать на нескольких каналах;
- Денис Хорешко (автор сценария первой церемонии) — продолжает работать на MTV-Россия;
- Сергей Иванчук (художник и дизайнер первой церемонии) — ушел с телеканала A-One в 2006 году, продолжает работать дизайнером.

С 2010 года премия больше не проводится по финансовым причинам.
В итоге 5-я по счету премия RAMP в 2009 году стала последней.

## Награды

Дизайн премии образца 2008 года

### Лауреаты 2005
- Группа года: [Amatory]
- Зарубежная группа: KoЯn
- Песня года: Jane Air — «Junk»
- Альбом года: ##### — «В этой жизни меня подводят доброта и порядочность»
- Клип года: [Amatory] — «Чёрно-белые дни»
- Вокал года: Слот — Ульяна «IF» Елина
- Открытие года: Бритва Оккама
- Выступление года: Психея
- Фестиваль года: Main Fest
- Портал/сайт года: myasorubka.ru

### Лауреаты 2006
- Метал группа года: Catharsis
- Альтернативная группа года: Tracktor Bowling
- Панк группа года: Тараканы!
- Зарубежная группа года: Trivium
- Хит года: Слот — «2 войны»
- Альбом года: Hostile Breed — «Узоры шрамов — Законы войны»
- Клип года: Skafandr — «Биологический Объект Человек»
- Открытие года: AmneZia
- Underground акт года: Rashamba
- Лучший сайт группы: Наив

### Лауреаты 2007
В 2007 году в связи с внесением изменений в формат телеканала A-One, премия переименована в Rock Alternative Music Prize.
- Группа года: Lumen
- Хит года: Animal Джаz — «Три полоски»
- Альбом года: Lumen — «Правда?»
- Клип года: Ляпис Трубецкой — «Капитал»
- Открытие года: Море!
- Отцы рока: Валерий Кипелов
- International act года: KoЯn
- Underground act года: Sakura
- Soundtrack года: Animal Джаz — «Шаг Вдох» (фильм: «Граффити»)
- Респект runetа: Земфира

### Лауреаты 2008
- Группа года: Lumen
- Хит года: Слот — «Они убили Кенни»
- Альбом года: Земфира — «Спасибо»
- Клип года: Дельфин — «Без нас»
- Открытие года: Bzik
- Концерт года: Земфира — Концерт в СК «Олимпийский» 01.04.2008
- International act года: In Flames
- Underground act года: Бланш
- Soundtrack года: Tracktor Bowling — «Время» (фильм: «Нирвана»)
- Респект runetа: Король и Шут

### Лауреаты 2009
- Группа года: Ляпис Трубецкой
- Хит года: [Amatory] — «Дыши со мной»
- Альбом года: Lumen — «Мир»
- Клип года: Ляпис Трубецкой — «Огоньки»
- Открытие года: Louna, Фруктовый кефир
- Концерт года: ДДТ — «Не стреляй!»
- International act года: The Prodigy
- Underground act года: Mari! Mari!
- Urbana: Guf, Каста
- Респект runetа: Noize MC

## Специальные гости
- 2005 — Korn
- 2006 — Stone Sour
- 2007 — U.N.K.L.E.
- 2008 — Klaxons
- 2009 — Franz Ferdinand, Yoav